# أياسي أويدا
أياسي أويدا (上田 綺世) (مواليد 28 أغسطس 1998)، هو لاعب كرة قدم كان يلعب كمهاجم.

## مسيرته الكروية
لعب أياسي أويدا خلال مسيرته الاحترافية مع نادِ واحدٍ في موسم واحدًا وسجل خلالها 4 أهداف ضمن 13 مباراة. ولم يفوز بأي موسم بالكأس أو بالدوري.
خاض أياسي أويدا مسيرته مع نادي كاشيما أنتلرز ما بين عامي 2019 و2020 لمدة موسم واحد، مشاركًا في 13 مباراة سجل خلالها 4 أهداف.

## وصلات خارجية
- أياسي أويدا على موقع الاتحاد الأوربي (الإنجليزية)
- أياسي أويدا على موقع رابطة كرة القدم اليابانية للمحترفين (اليابانية)
- أياسي أويدا على موقع إي إس بي إن إف سي (الإنجليزية)
- أياسي أويدا على موقع قاعدة بيانات كرة القدم.إي يو (الإنجليزية)
- أياسي أويدا على موقع ناشيونال فوتبول تيمز (الإنجليزية)
- أياسي أويدا على موقع Soccerbase.com (لاعب) (الإنجليزية)
- أياسي أويدا على موقع Soccerway.com (الإنجليزية)
- أياسي أويدا على موقع عالم كرة القدم.نت (الإنجليزية)
- أياسي أويدا على موقع أوليمبيديا (الإنجليزية)